# La Seu Vella de Lleida

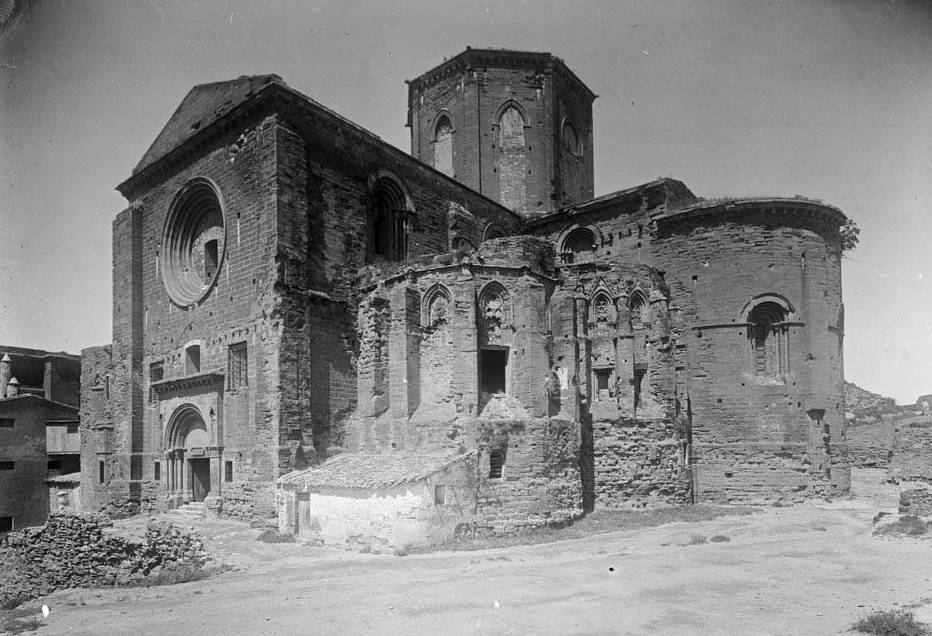
La Seu Vella de Lleida en una imatge d'entre 1890 i 1910

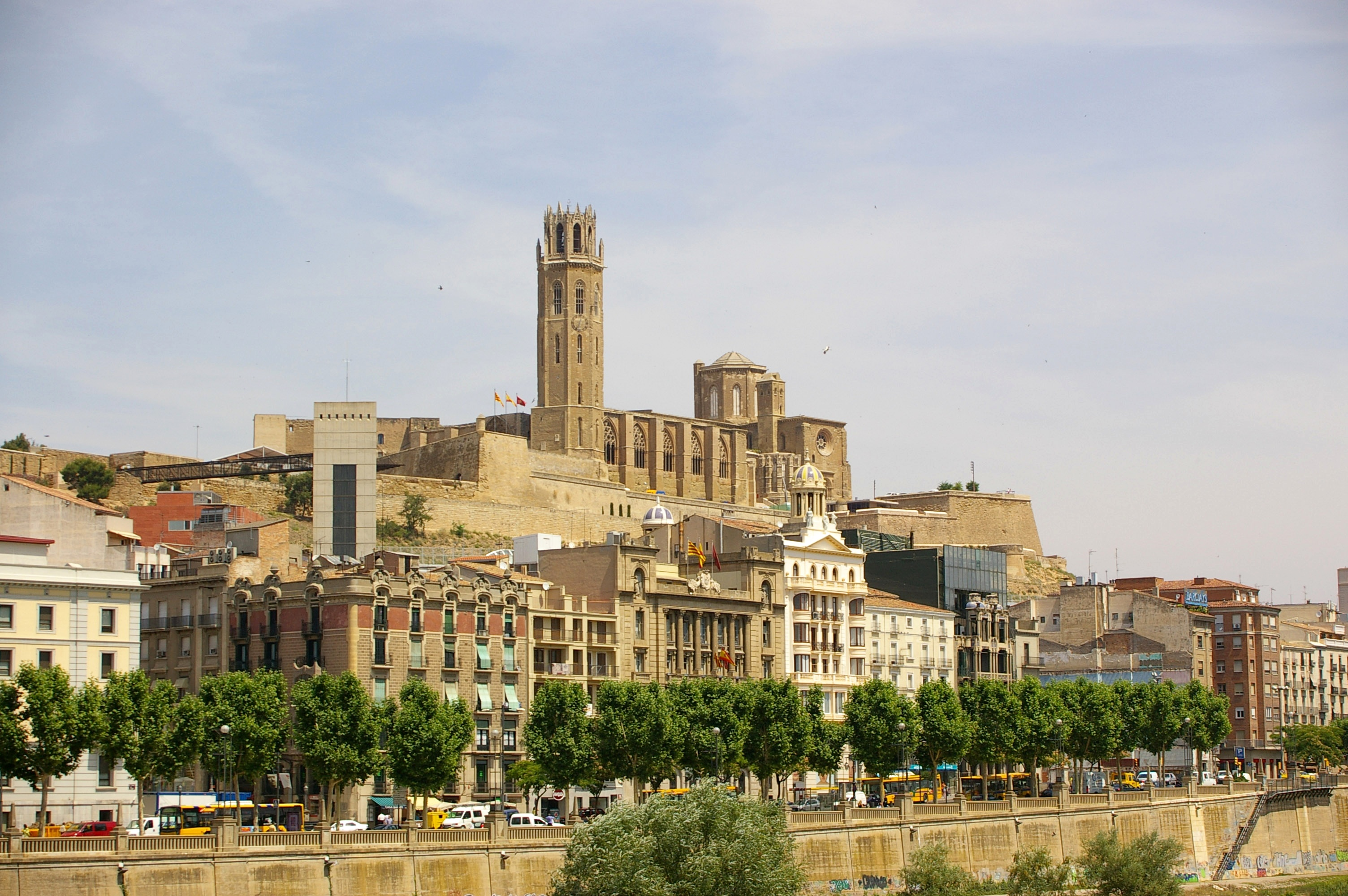
La Seu Vella des de Cappont.

La Seu Vella o catedral antiga és un monument arquitectònic de la ciutat de Lleida. S'alça sobre el Turó de la Seu Vella, des del qual s'albira tota la ciutat, el riu Segre i gran part de l'horta de Lleida. La Seu Vella forma part d'un conjunt monumental integrat també pel Castell del Rei o La Suda i la fortificació militar que els envolta. Tots tres elements estan catalogats com Bé Cultural d'Interès Nacional. El conjunt monumental ha estat triat dos cops Monument Favorit de Catalunya, i el 2023 rebé 102.026 visitants.
La catedral és al centre històric de la població, i es considera una obra romànica, per bé que presenta elements propis de l'arquitectura gòtica i alguns afegits renaixentistes. Destaca especialment el treball escultòric de les portes de l'Anunciata, del Portal Major i de la Porta dels Fillols, considerades per part de la historiografia com una mostra paradigmàtica de l'anomenada Escola de Lleida. Encarregada a Pere de Coma el 1193, la primera pedra del temple fou posada el 22 de juliol de 1203, i es consagrà el 1278, per bé que l'obra no es va donar per acabada fins a la construcció del cimbori i el cobriment de les naus, el 1286. El conjunt també està dotat d'un claustre, situat atípicament als peus del temple, que es va començar a bastir al darrer terç del segle xiii i no es va acabar fins al segle següent. Fou llavors que es perfa el conjunt, amb el campanar i la porta dels Apòstols.
La Seu Vella sovint s'ha definit com una catedral romànica de monumentalitat gòtica arran de la persistència de les formes de l'art romànic fins al segle xiii, tot i que, davant les dificultats de categorització del conjunt, darrerament s'opta per definir-lo com un dels exemples més representatius d'una arquitectura catalana del segle xiii.
El Turó de la Seu Vella i els seus elements patrimonials els gestiona un consorci entre la Generalitat de Catalunya i la Paeria de Lleida.

## Història

### Primera catedral cristiana

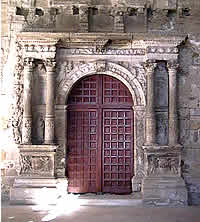
Porta plateresca de l'antiga capella Santa Maria l'Antiga des del claustre realitzada per Jeroni Xanxo.

Lleida era seu episcopal abans de la invasió sarraïna de l'any 719. Hi ha documents de l'any 419 que mencionen Sagiti com a primer bisbe conegut. Al mateix lloc on hi ha l'actual Seu Vella hi havia la catedral paleocristiana i visigòtica, i que va correspondre a la mesquita major en temps de l'ocupació per l'Emirat de Larida. Els comtes Ramon Berenguer IV de Barcelona i Ermengol VI d'Urgell van conquerir la ciutat de Làrida als sarraïns l'any 1149, i el bisbe Guillem Pere de Ravidats, traslladat de la diòcesi de Roda d'Isàvena, va consagrar la mesquita com a catedral cristiana sota l'advocació de Santa Maria l'Antiga, la canònica quedava regida per la regla de Sant Agustí.
El bisbe Gombau de Camporrells, després de nombroses compres de terrenys i cases a la ratlla del temple, va decidir d'emprendre l'obra d'una nova catedral, a causa del gran augment de població.

### Catedral romànica
La construcció de la Seu Vella de Lleida va començar l'any 1203, sota la direcció de Pere de Coma, que va ser el primer mestre d'obra i autor del projecte. Aquest va dissenyar una catedral sota els estrictes cànons del romànic (planta i alçats articulats «ad quadratum» amb rectangles de proporcions 1,3; arrel quadrada de 2; 1,5 i arrel quadrada de 3.)
El dia 22 de juliol de 1203 el bisbe Gombau de Camporrells, el rei Pere el Catòlic i el comte Ermengol VII d'Urgell van assistir a l'acte de la col·locació de la primera pedra, segons consta a la inscripció d'una làpida, situada al pilar del presbiteri del costat esquerre, on també s'esmenta el primer mestre d'obres: Pere de Coma com «Magister Operis Sedis Ilerdensis», que hi va treballar durant gairebé vint anys, fins a la seva mort, l'any 1220.
L'obra de la Catedral es va fer sobre l'antiga i va començar per la part del braç del creuer esquerre i la porta de Sant Berenguer, continuant per l'absis fins a arribar al braç dret i la porta de l'Anunciació l'any 1215; es creu que amb el mestre Pere de Coma van arribar les obres fins al segon tram de la nau i la porta dels Fillols.
El 31 d'octubre de 1278, a punt d'acabar l'obra, va ser consagrada pel bisbe Guillem de Montcada i d'Aragó; com constava a una làpida, avui desapareguda, col·locada damunt la porta principal dels peus de la nau. Amb el mestre d'obres Pere de Pennafreita, mort el 1286, es creu que es va construir el cimbori del creuer i es van cobrir amb voltes de creueria el temple. Malgrat que és d'origen romànic les noves construccions de finals del segle xiii van conformar nous conceptes arquitectònics gòtics sense grans alteracions que van fer que l'edifici presentés una unitat equilibrada i harmònica.
Segons Puig i Cadafalch, els plànols de les catedrals de Lleida i Tarragona responen a un tipus estès a la França septentrional (Normandia) i lligat als monjos benedictins, caracteritzat per grans absis i un creuer de grans dimensions. El Cister va difondre solucions tecnològiques emprades al final del romànic borgonyó com la sustentació de l'edifici mitjançant l'arc ogival o la volta de creueria. Així, en aquestes dues catedrals es van incorporar elements del final del romànic o protogòtics.

### Obres als seglesxivixv

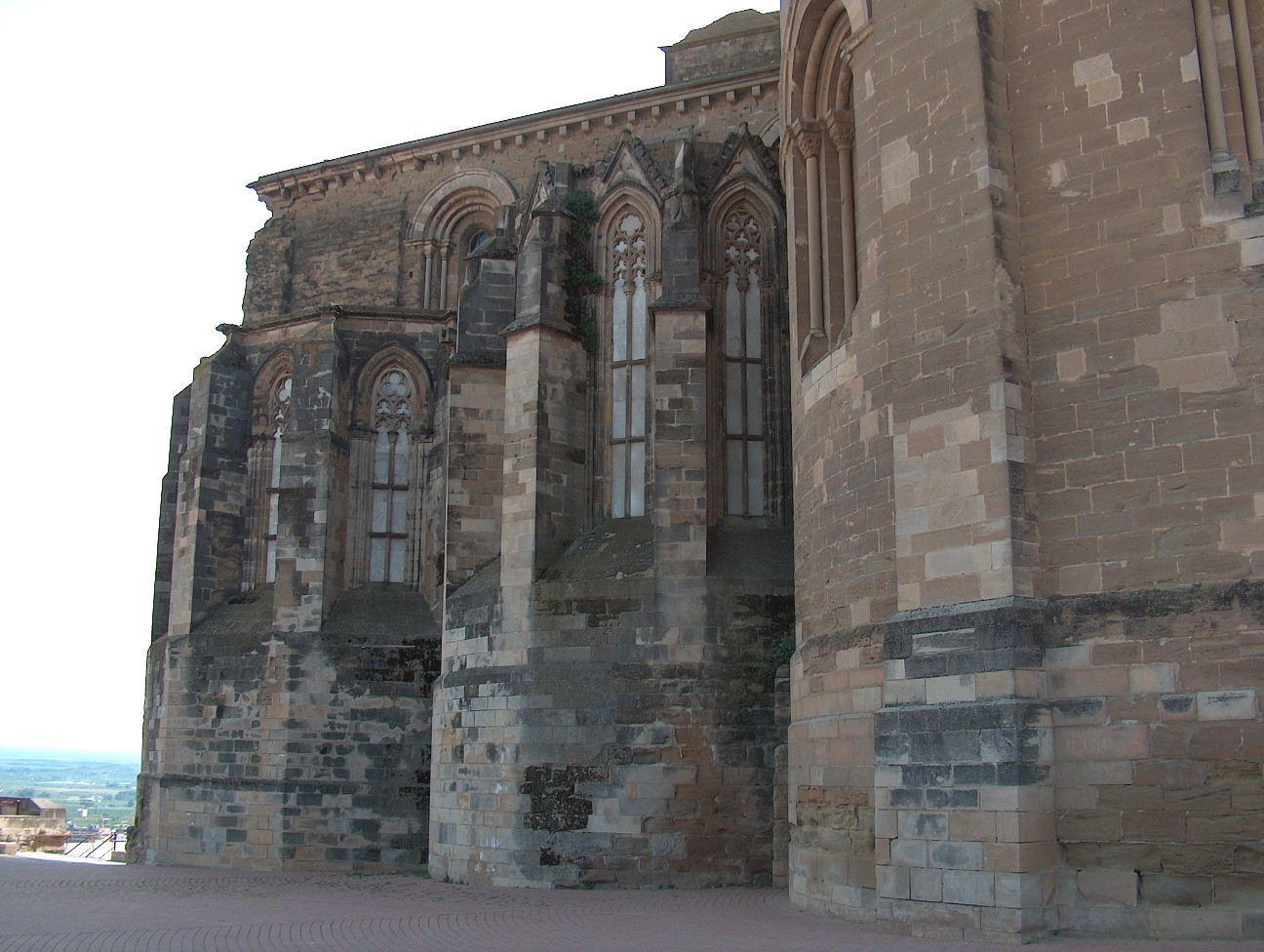
Vista exterior parcial de l'absis central.

A la fi del segle xiii estaven pràcticament concloses les obres més grosses de la catedral, però van continuar sense parar durant els següents anys, principalment amb la construcció de capelles, el claustre, el retaule de l'altar major, obres funeràries, la porta dels Apòstols i el campanar.
La construcció del claustre s'ha datat a la segona meitat del segle xiii, el segle xiv i es va acabar al segle xv. El mestre d'obres Guillem d'Enill el 1330 hauria treballat al claustre, i el 1337 estava bastida la capella d'Hug de Cardona. Pere Piquer documentat entre 1340 i 1345 va construir la capella del bisbe Ferrer Colom, dels Montcada i del bisbe Arnau Sescomes. El mestre d'obra Guillem Seguer treballà a mitjan segle xiv, i és qui va fer el primer projecte de la porta dels Apòstols, fins a l'any 1378 hi va treballar Bartomeu de Robió, que coincidí amb Jaume Cascalls, que dirigia la porta dels Apòstols. En aquell temps Cascalls també treballava al monestir de Poblet. Robió va fer l'obra del cor de la catedral i el gran retaule en pedra de l'altar major. Guillem Solivella (gendre de Cascalls) el va succeir i va construir la torre del campanar i el pòrtic de la porta del Fillols. Al segle xv hi treballà el francès Carles Galtés de Ruan, a la porta dels Apòstols i al coronament del campanar. El mestre Mateu Alemany va construir, l'any 1406, el primer rellotge que va posar a la torre major de la Seu. L'any 1441 és nomenat mestre major Marc Safont (tot i que no hi va treballar mai, atès que, en el seu lloc, hi era el seu esclau Jordi Safont, que va ser mestre major de la Seu de Lleida quan el seu senyor l'any el va alforrar 1442). El van succeir els mestres Bertran de la Borda, entre 1462 i 1485; i Francesc Gomar, per perfer la volta de creueria de la porta dels Fillols. El darrer mestre major va ser Antoni Queralt, que també exercia com a director de l'obra de la seu de Tortosa. Va acabar les obres, principalment al claustre, entre els anys 1494 i 1513.

### Darrers anys

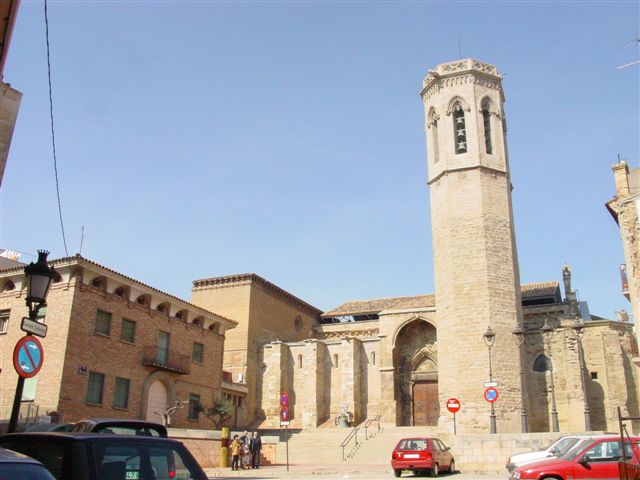
Església de Sant Llorenç que va assumir la seu catedralícia durant les obres de la Seu Nova de Lleida.

Als segles següents es van modificar i substituir algunes capelles o peces escultòriques.
L'11 de novembre de 1707 Lleida va ser conquerida per les tropes francoespanyoles de Felip V i la Seu Vella va estar a punt de ser destruïda per ordre expressa del rei, atès que havia contribuït decisivament a la defensa de la ciutat. Va signar l'ordre d'enderrocament el 5 de juliol de 1746 però, finalment, no es va executar per la defunció del monarca. Després de traslladar les funcions religioses a l'església de Sant Llorenç, fins a la consagració d'una nova catedral el 1781, la Seu es va transformar en una caserna militar, d'acord amb les especificacions de l'aleshores enginyer en cap de Catalunya, Miguel Marín.
La major part dels béns que els canonges no s'havien endut, es van perdre o destruir. Durant la segona meitat del segle xix, en el marc de la Renaixença catalana, es va iniciar la revaloració de l'antiga catedral, fins que el 12 de juny de 1918 es va declarar monument nacional. Durant la Guerra Civil Espanyola es va fer servir com a camp de concentració. El 1948 els militars la van cedir a la ciutat i, cap a 1950, se'n va començar la restauració.
L'any 2003 es va commemorar els vuit-cents anys de la posada de la primera pedra amb una gran exposició d'obres artístiques de la catedral que es trobaven disperses.
El 12 de desembre de 2012 s'iniciaren les obres de restauració del campanar, per tal de consolidar-ne els murs i restituir tots els elements per garantir-ne la seguretat. Amb una durada de deu mesos, s'ha fet una neteja integral de la façana, s'han restaurat elements esculturals, l'enllosat i l'aïllament de les terrasses.
El dia 2 d'octubre de 2015, el Conjunt Monumental del Turó de la Seu Vella va ser incorporat pel Ministeri de Cultura a la llista indicativa de monuments de l'Estat Espanyol que opten a ser reconeguts com a Patrimoni de la Humanitat per la UNESCO.
El 4 de març de 2023 la Paeria de Lleida va inaugurar al mur d'accés davant de la Porta del Lleó un memorial en record dels aproximadament 7.000 presos que hi van ser tancats i torturats en condicions infrahumanes quan Lleida va caure ocupada per les forces colpistes durant la Guerra Civil Espanyola. Fou una iniciativa de la plataforma Memorial Seu Vella per dignificar les persones que hi van estar empresonades. El memorial és una obra escultòrica anomenada Sequera que té forma de font que només raja en cas de pluja com que vol ser un record de la set que hi van passar els presoners entre moltes altres penúries.

## Gestió del conjunt
L'edifici interior de la Seu Vella és propietat de la Generalitat de Catalunya mentre que l'entorn del conjunt, les muralles i el Castell de la Suda són de titularitat de la Paeria. El 18 de juny de 2009 s'aprovà la creació del Consorci del Turó de la Seu Vella de Lleida, format a parts iguals per la Generalitat (a través del Departament de Cultura i Mitjans de Comunicació) i la Paeria de Lleida, per tal de gestionar en comú el conjunt monumental.
El director del Consorci del Turó de la Seu Vella de Lleida és l'historiador de l'art Josep Tort.

## Arquitectura
La construcció de la catedral de Lleida, va desenvolupar uns tallers molt actius que tindrien repercussió com a exemples d'influència de «l'escola de Lleida» a esglésies de la mateixa ciutat, com ara les de Sant Martí o Sant Llorenç i la de Santa Maria la Major de Tamarit de Llitera. L'estructura de la capçalera és molt similar a la de la Catedral de Tarragona. El curt espai de temps en què es va construir la Seu Vella, fa pensar en un programa molt unitari i amb poques modificacions. Malgrat les modificacions que s'hi van fer a partir del segle xiii l'edifici és un conjunt equilibrat i propi de l'època romànica.

### Edifici interior

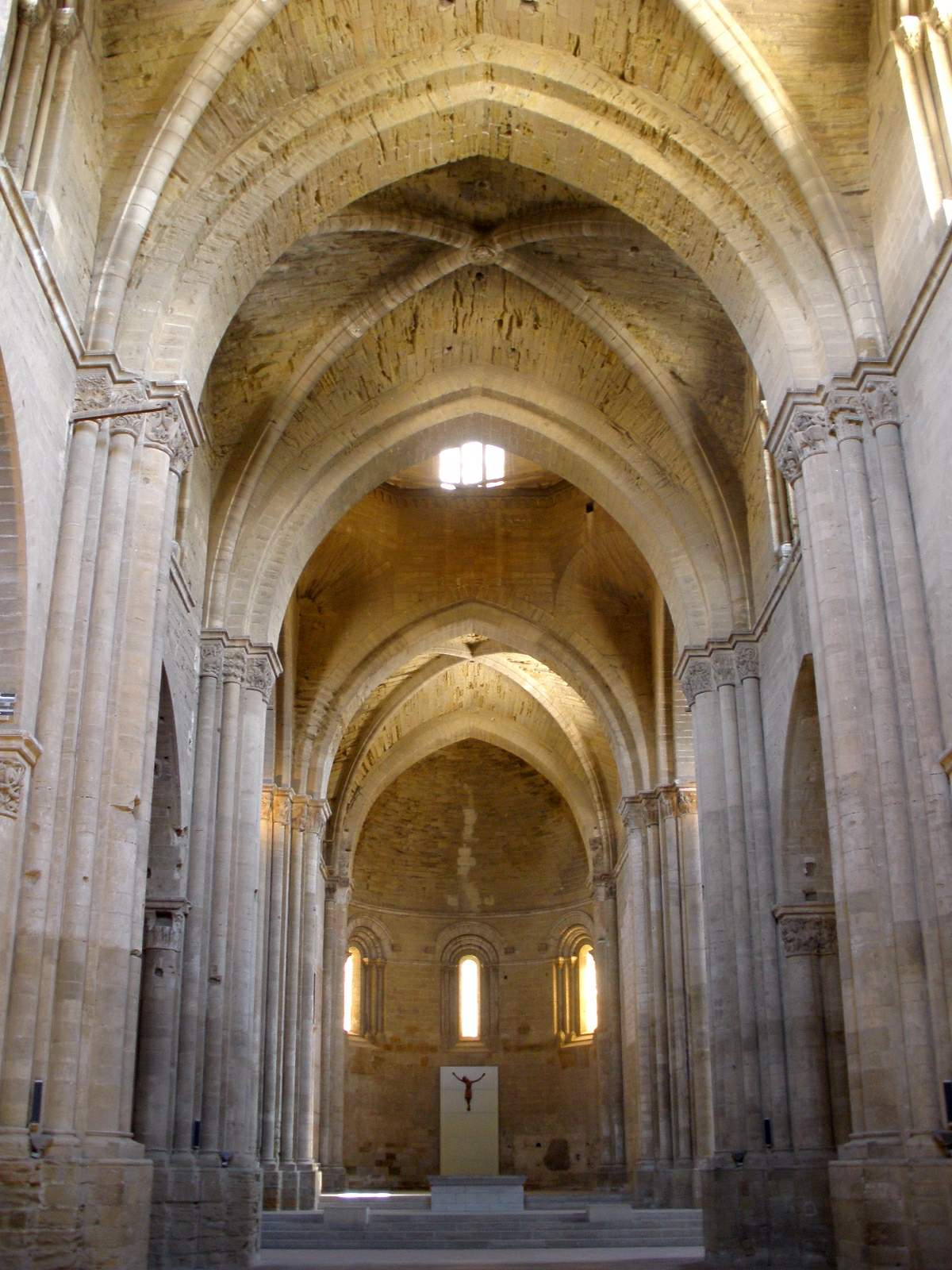
Interior de la Seu Vella.

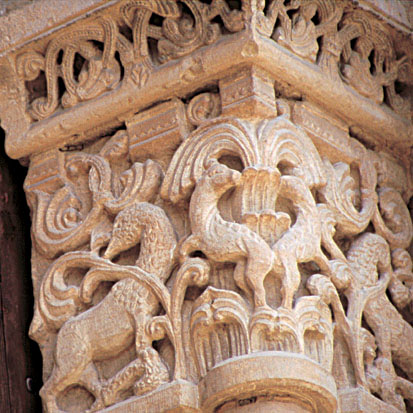
Capitell interior de la Seu Vella.

La catedral és romànica, però les cobertes són gòtiques, fet que la converteix en un clar exponent d'edifici de transició. La catedral presenta una planta basilical de creu llatina de tres naus. Les naus estan formades per tres trams amb arcades cobertes amb voltes de creueria. Als braços del creuer s'obren les portes de la façana nord i sud.
L'encontre de la nau central i el creuer es va resoldre amb un gran cimbori octogonal, amb galeria superior transitable i grans finestrals que il·luminen el centre de la catedral. Es cobreix amb una volta de creueria sobre trompes.
La capçalera està composta per un gran absis central i quatre més petits reconvertits en capelles per les famílies il·lustres de la ciutat a l'època medieval. El primer absis de la part nord ha desaparegut per l'explosió del polvorí del castell de la Suda el 1812 i el segon d'aquest mateix costat a la part interior, es va convertir en sagristia al segle xv. L'absis central és el que està pràcticament igual que al moment de la construcció primitiva. El següent cap al costat sud conserva parcialment els murs i l'últim absis també es troba pràcticament desaparegut.
Les proporcions de la planta de l'església van haver d'estar condicionades per la topografia del terreny. Les mides de la nau central són de setanta metres de longitud, tretze d'amplada i dinou d'alçada. Les naus laterals en tenen trenta de longitud, vuit d'amplada i deu i mig d'alçada. El creuer té la mateixa alçada que la nau central, amb deu metres d'amplada i cinquanta-tres de llarg des de la façana nord a la façana sud.
Té yb sistema de suport de pilars cruciformes amb semicolumnes adossades per apuntalar els arcs formers. Els capitells interiors que sostenen les ogives i els arcs torals així com la separació entre les naus i els de l'entrada a la capçalera, són profusament esculturats amb representacions variades: vegetals, geomètrics, zoomòrfics i historiats amb temes de l'Antic i Nou Testament. Amb dos estils de tallers diferenciats, els de la part de la capçalera són occitans i els altres del taller de l'escola lleidatana.
El temple conserva importants restes de pintures murals i escultura monumental, encara que gran part de les escultures i obres d'art foren espoliades durant la Guerra de Successió.
Situat als peus de la nau es troba el claustre amb les seves dependències i la torre del campanar.

#### Activitat escultòrica
L'escultura dels primers capitells historiats presenta un estil paral·lel al nord d'Itàlia, inspirat en els treballs que Benedetto Antelami havia desenvolupat en el baptisteri de Parma, i relacionats amb la figura de Ramon de Bianya, són uns relleus amb gran sentit descriptiu i figures amb gran energia, on es pot veure als seus fons el senyal del treball amb trepà, la iconografia que representa són escenes bíbliques juntament amb animals fantàstics i motius vegetals. Es troben principalment als capitells que comuniquen el transsepte amb les naus laterals. A partir de l'any 1215, els treballs escultòrics mostren una tècnica menys detallada i amb uns valors volumètrics més plans, on predomina la representació ornamental sobre el figuratiu. Es relacionen aquests temes de composició i tècnica amb els capitells del claustre de la Basílica de la Daurada de Tolosa de Llenguadoc. Aquests treballs de la catedral de Lleida es troben als capitells del nivell superior del creuer i la nau central així com als capitells de la galeria del claustre més propera a la façana. L'obra principal dins de la catedral d'aquest taller escultòric va ser les portes de l'Anunciació, dels Fillols i la principal del temple.

#### Retaule Major
Realitzat entre els anys 1360 i 1362 per Bartomeu Robió, aleshores mestre d'obres de la catedral, va ser executat amb alabastre portat de Sarral. El retaule tenia l'estructura pensada per dividir l'espai absidal, deixant la part posterior pel servei de sagristia. Va sofrir una modificació durant el segle xv (1439), quan s'hi va incorporar un nou bancal amb relleus realitzats per Carles Galtés de Ruan i Jordi Safont. També es va fer en aquest temps la policromia dels antics relleus.
Durant el segle xviii es va desarmar, i dels seus relleus se'n coneixen només cinc: 
- La Pentecosta. Museu Diocesà de Lleida.
- Grup de quatre Profetes, asseguts amb llibres entre les mans. Museu Diocesà de Lleida.
- Reprovació d'Adam i Eva. Fine Art Museum of San Francisco.
- Rei mag de l'Epifania. Musée Goya de Castres.
- Una fotografia d'un cinquè relleu, representant quatre personatges asseguts, com una rèplica del guardat al Museu Diocesà de Lleida. Se sap que aquest relleu havia pertangut a un col·leccionista italià, i que el va vendre el 1932 als Estats Units.[31]

#### Cor
El primer cor va ser construït al segle xiv per Benet Martorell i canviat per un altre més gran sota la direcció de Climent Carbonell entre els anys 1497 i 1501, seguint el model del de la Catedral de Saragossa. Hi van participar els artistes Antoni Barber, Antoni Queralt i Joan de Gainça. Del cor i cadirat solament es conserva un petit fragment.
- Tapissos

Repartits a l'interior de la Seu, hi ha en exposició permanent, una gran col·lecció de quinze tapissos flamencs del segle xvi, representant passatges bíblics, composicions mitològiques i cortesanes.
|  |  |

#### Capelles
- Capella de Sant Pere

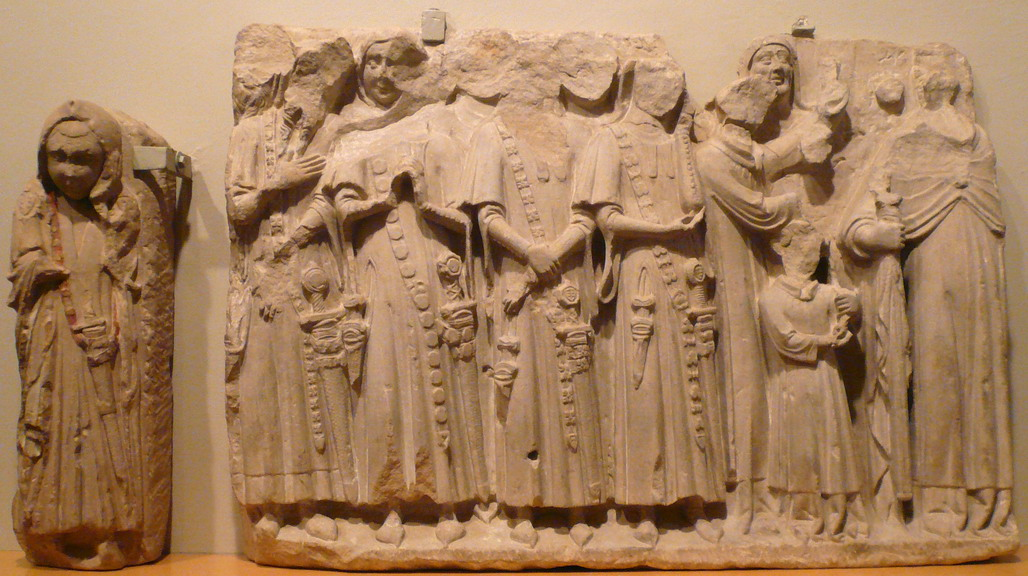
Ploraner i relleu funerari, obra de Pere Sagués i procedents de la capella de Sant Pere

Primera capella del costat de l'epístola de l'època romànica dedicada a santa Peronella al segle xiii. Va ser enterrat el bisbe Guillem de Montcada i d'Aragó. Reconstruïda l'any 1328 per la família Montcada va ser transformada pel mestre d'obres Pere Piquer a l'estil gòtic per dedicar-la a panteó sota l'advocació de Sant Pere a l'altar major i als laterals a Sant Pau i Sant Joan. La decoració escultòrica es concentra a les voltes de creueria de molt bona qualitat encara que de mans diferents, al tram preabsidal amb una volta estrellada representa el lliurament a sant Pere de les claus de mans de Jesús, aquesta composició està encerclada per una sanefa de pàmpols i raïms. Al tram absidal es representa a la seva clau de volta, Crist mostrant les llagues de la Passió amb les figures de Sant Joan i la Mare de Déu. Hi havia el mausoleu renaixentista dels esposos Francesc de Montcada i de Cardona i Lucrècia de Gralla i d'Hostalric, desaparegut durant el segle xviii.
- Capella de la Concepció

Reconstruïda per la família del bisbe Ferrer Colom al segle xiv segons la clau de volta. Del seu sarcòfag es conserva la part d'un fris representant una processó funerària, atribuït al Mestre d'Anglesola. Es van traslladar aquí les restes de les tombes dels esposos Teresa d'Entença i Ot de Montcada amb estàtues jacents en posició frontal i luxosament vestits.
A conseqüència de la conversió de la catedral en caserna militar, se'n dividí l'alçària de l'espai de la capella en dos pisos com la resta de la seu. Al nivell superior s'hi va allotjar el regiment de Navarra i la part baixa va ser magatzem d'artilleria. Això va comportar la mutilació gairebé de tota l'escultura. L'any 1925 segons el comandant Combelles, en enderrocar la paret que tancava la capella, van sorgir: «…24 fragmentos de figuras, sentadas, unas con las cabezas rotas, otras con las cabezas encontradas y pegadas». D'aquestes vint-i-quatre figures només se'n conserven una quinzena, totes decapitades.
L'escultura que avui es pot veure a la capella és la que mostren les mènsules de l'acabament dels nervis de les voltes de caràcter vegetal i la de les claus de volta figuratives. Hi destaca la de la part absidal que representa la Verge Maria en avançat estat de gestació, emmarcada amb unes arcuacions trilobades.
- Sepulcre de Berenguer de Baturell

Al mur del presbiteri al costat de l'epístola i en el seu lloc original es troba el sepulcre de l'ardiaca major de la catedral Berenguer de Baturell, sota un arcosoli amb un arc conopial i molt decorat. Consta de tres cossos horitzontals representant al superior escenes de l'enterrament, al central la imatge del difunt i a l'inferior una cartel·la sostinguda per àngels i a tots dos costats l'escut de l'ardiaca. Va ser realitzat el 1437 per Rotllí Gautier.
- Capella de l'Epifania o Requesens

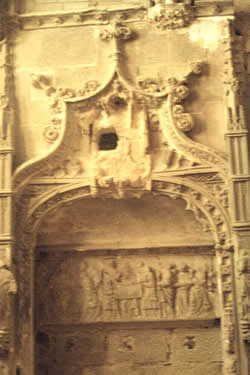
Tomba de Lluís de Requesens.

La capella va ser construïda la fi del segle xiv com a panteó funerari per Bartomeu Robió per encàrrec del bisbe Guerau de Requesens junt amb la cripta dedicada a la Nativitat i situada a l'esquerra de la Porta del Fillols sortint de la catedral. És una capella amb estructura de tres trams amb les claus esculturades i policromades, a una s'hi representa el bisbe orant davant la Verge. Els nervis que arrangen la volta estelada estan tots profusament decorats amb motius florals i heràldics.
El mausoleu va ser realitzat pels escultors Pere de Sarabia i Joan de Palacios el 1510 per a Lluís de Requesens governador de Catalunya. Es troben en aquesta capella dues imatges reconstruïdes d'apòstols de la porta del mateix nom. A l'exterior s'aprecien els seus contraforts i els amplis vitralls.
El 2008, el Museu Nacional d'Art de Catalunya l'ha restaurat i aquesta intervenció va palesar una esplèndida escultura arquitectònica amb restes de policromia original.
- Capella de sant Tomàs

Amb volta apuntada i un conjunt de pintures murals representant els apòstols, de l'època de la construcció original del segle xiii.
- Capella de Sant Joan Baptista

En origen dedicada al baptisteri fins a la reconstrucció a la fi del segle xiv per encàrrec de la família Pinell i modificada al segle xvi amb elements decoratius del renaixement. És planta quadrada i amb volta estelada. A les claus de volta s'observen la Verge amb Nen i escuts heràldics.
- Capella de Jesús o Capella de la família Sescomes

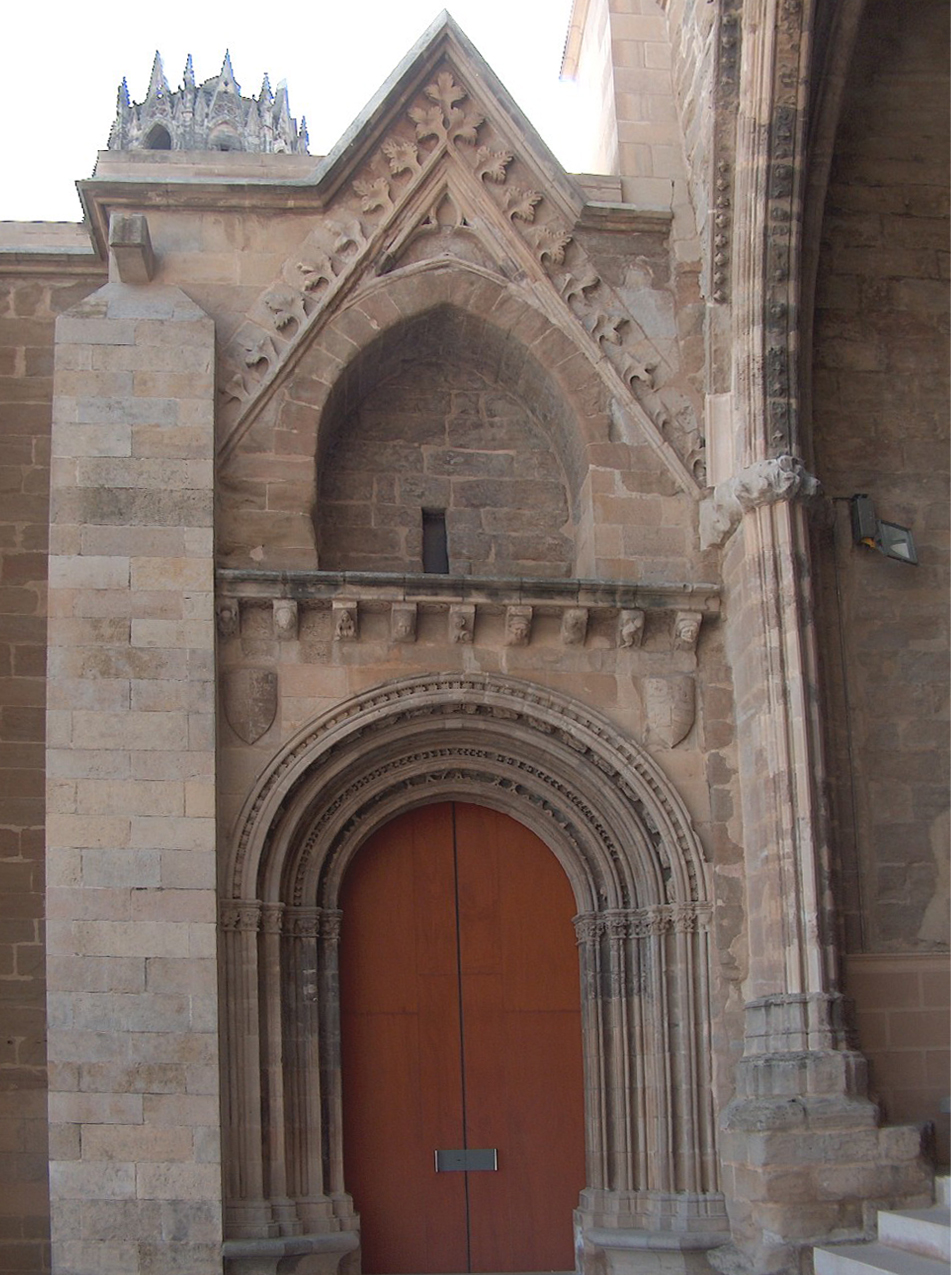
Porta exterior de la capella de Jesús o Sescomes.

Construïda entre 1334 i 1340 per la família del bisbe Arnau Sescomes. Coneguda com a capella de Jesús, s'hi accedeix per l'exterior al costat dret de la porta del Fillols. El bisbe Arnau Sescomes la va encarregar el 1334 a Reinard des Fonoll.
Consta d'una planta amb un tram recte i d'altre poligonal, a les claus de volta hi ha representades la figura de Déu Pare i l'Agnus Dei i a les mènsules de les arrencades dels nervis de la volta els símbols dels quatre evangelistes. Conté els sarcòfags del bisbe Arnau i del seu nebot també bisbe de Lleida i President de la Generalitat de Catalunya Romeu Sescomes a més a més d'altres familiars.
- Capella de santa Margarida o Crucifixió

Al costat de la porta meridional. Conté unes pintures murals de l'edat mitjana que representen la crucifixió en un espai limitat per un arc fent d'eix central del conjunt, s'observen un grup de dones, entre elles la Verge, i a l'altre costat el centurió Longí en aptitud de pregar a Crist.
- Capella de les Ànimes del Purgatori

Situada al costat de l'evangeli de la nau lateral, antigament estava ocupada per la capella del Corpus Christi. Realitzada pel mestre d'obres Francesc Gassol l'any 1698, va ser l'última reconstruïda a la catedral, encarregada pel bisbe Miguel Jerónimo de Molina, en l'actualitat hi ha un arc cec, ja que la capella va ser destruïda per l'expansió de l'explosió del polvorí del castell de la Suda l'any 1812.
Al mur es troba el sepulcre de l'any 1322 de Pere Moliner, atribuït a l'artista Pere Seguer amb la figura del canonge i amb decoració d'arcuacions.
- Capella de Sant Vicenç

Construïda pel canònic Ramon de Montpeller el 1285, té una coberta amb volta d'aresta. Al costat es troba el sepulcre de Berenguer de Gallart encarregat a Bertran de la Borda, que el va construir el 1452 i es va col·locar el 1484. Es troba col·locat damunt la porta anomenada de lavacrum, ja que havia de comunicar amb un recinte amb font de l'antiga canònica.
- Capella de Sant Erasme

De planta rectangular molt allargada i construïda al segle xiii.
- Capella de l'Ascensió

Fundada pel canonge Cassola a inicis del segon quart del segle xiii.
- Capella de santa Peronella o Tots Sants

És la darrera abans d'arribar al creuer amb restes de pintures murals.
- Sepulcre reial

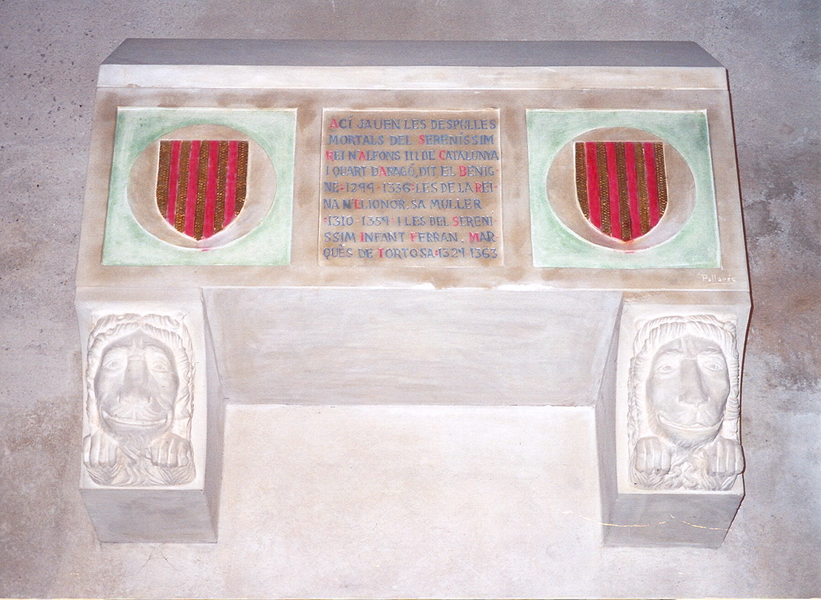
Sepulcre d'Alfons el Benigne a la Seu Vella.

Al costat de la porta de sant Berenguer, al transsepte es troba un sepulcre amb les restes del rei Alfons el Benigne, que es va casar en primeres noces amb Teresa d'Entença en aquesta mateixa catedral el 10 de setembre de 1314, i hi va voler ser enterrat. Traslladades a la Seu Nova, el 1986 van ser retornades a la Vella, llavors s'hi va instal·lar un nou sepulcre de pedra. A dins hi ha les restes de:
- Alfons el Benigne, comte de Barcelona i rei d'Aragó
- Elionor de Castella i Portugal, la seva segona esposa
- L'infant Ferran d'Aragó (1329-1363), marquès de Tortosa, casat el 1354 amb Maria de Portugal, filla de Pere I de Portugal.

### Exterior

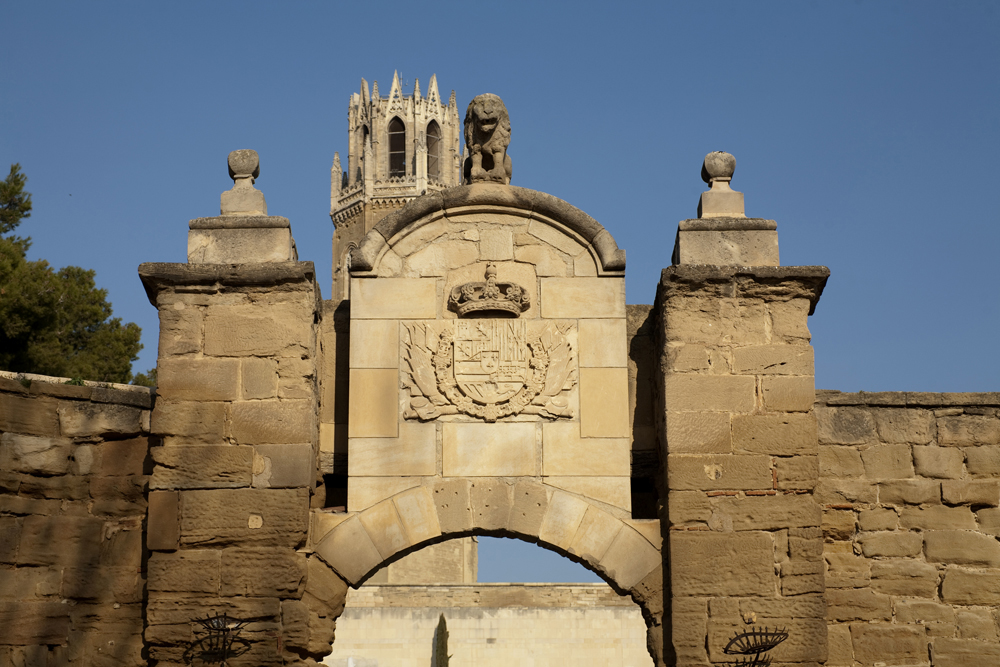
Porta del Lleó d'accés al recinte fortificat.

L'accés al recinte emmurallat del castell de la Suda i la Catedral es fa per la Porta del Lleó. A l'exterior es poden observar les façanes en majoria de gran sobrietat, només amb les portes d'arquivoltes i amb escultura en els capitells i impostes, damunt d'algunes es troben rosasses grosses, com a les portes de sant Berenguer i de l'Anunciata.
Flanquejant la Porta del Fillols, destaca la capella de l'Epifania amb amplis finestrals i contraforts i l'altre capella, sufragada per Arnau Sescomes, coneguda amb el nom de capella de Jesús o extra Sedem per ser fora del mur, al costat dret de la porta del Fillols tot sortint de la catedral.
L'absis està decorat amb lesenes, arcuacions llombardes i tres finestres amb arc de mig punt i dues arquivoltes llises reposant en uns capitells amb escultures, un fris uneix les tres finestres. Les cobertes de l'edifici són còniques en els absis i a dues aigües a la nau central.
Un dels elements més visibles en l'exterior és el campanar d'estil gòtic, d'una alçada que supera els seixanta metres. Pel mur sud es pot apreciar a més a més de les portes, les cinc grosses arcades gòtiques de la galeria meridional del claustre.

#### Portes

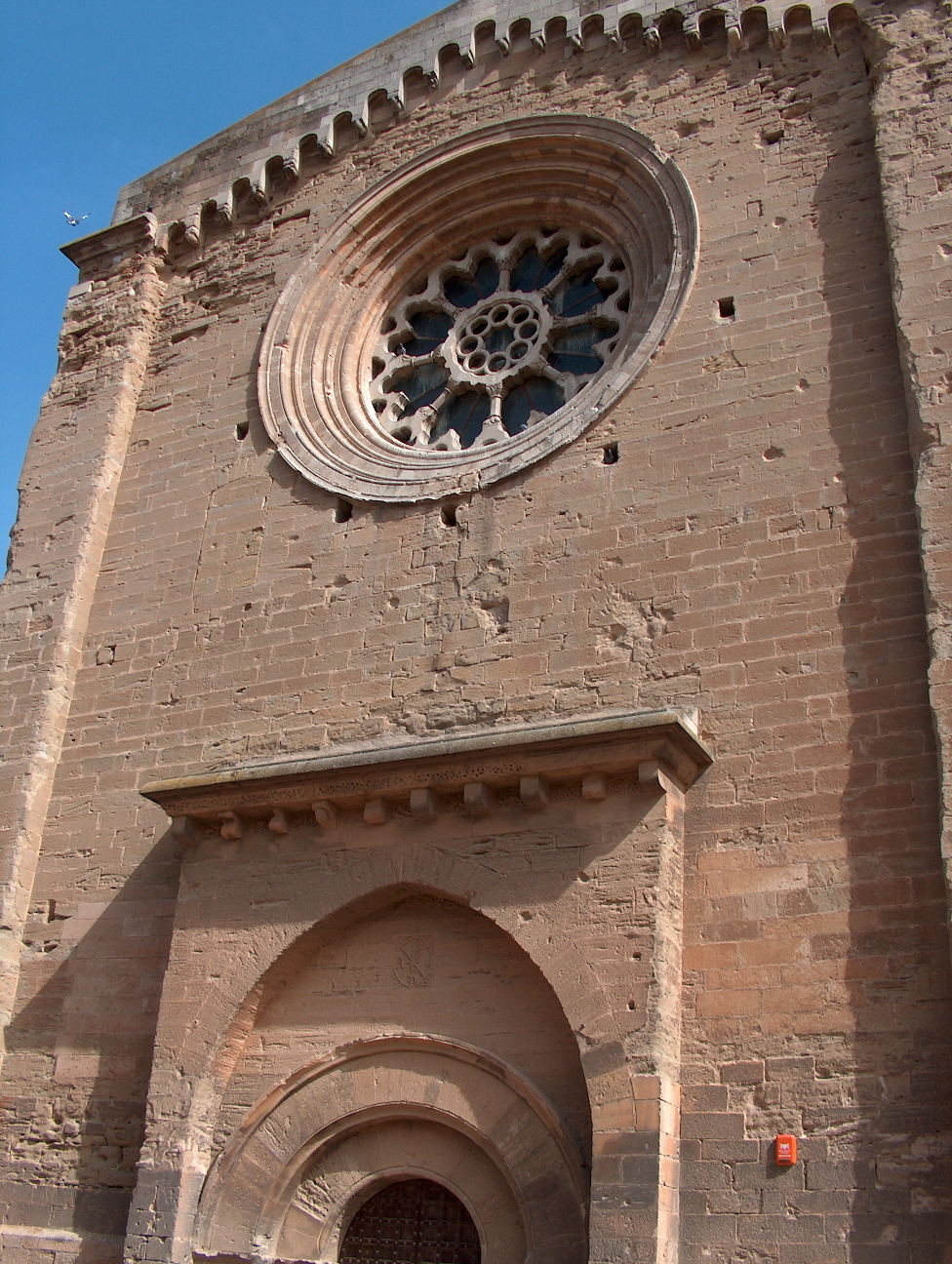
Porta de sant Berenguer amb la rosassa superior.

Són molt interessants les portalades romàniques sant Berenguer, de l'Anunciata, i dels Fillols, clars exemples de la famosa «Escola romànica de Lleida» la influència de la qual es va estendre per un ampli territori que abasta no solament la zona de Lleida, sinó també Osca (Sant Miquel de Foces) o també València (Porta de Lleida de la Catedral de València). Aquestes portalades es caracteritzen per mancar de timpà i estar construïdes amb un cos sortint del mur principal, l'objectiu del qual és el d'augmentar el nombre d'arquivoltes, les quals mostren una minuciosa decoració a base d'entrellaçat geomètric, ziga-zagues i puntes de diamant, de clara influència islàmica.
Hi ha tres portals que corresponen al final de cadascuna de les naus que donen al claustre. I a la façana oest, que dona accés al claustre es troba la porta dels Apòstols formant part del recinte claustral.
- Porta de Sant Berenguer

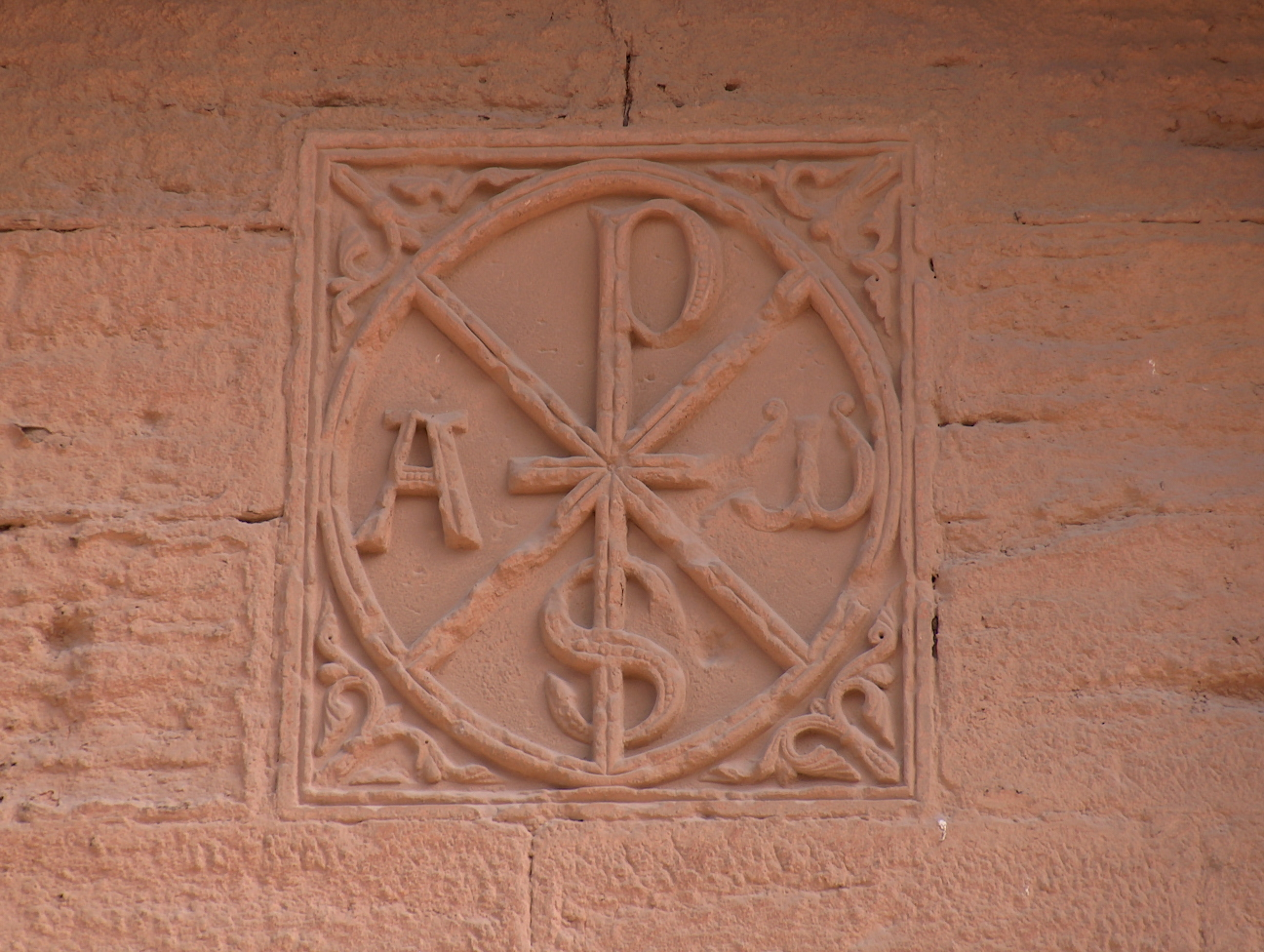
Crismó sota el primer arc de tipus islàmic.

Anomenada també del Castell per estar emplaçada davant del mateix. És la primera de les portes construïdes al segle xii i és situada en el braç de la part nord del creuer.
Composta per un cos rectangular que sobresurt del mur, es remata amb una cornisa i unes mènsules ricament decorades amb elements vegetals a base de tiges ondulades que inscriuen palmetes i figures d'ocells o la lluita entre humans i monstres.
La resta és d'una gran sobrietat i sense cap altra ornamentació. Les arcades són l'exterior apuntada de tipus islàmic que sobresurt una mica del mur i semicirculars les dues interiors.
Sobre els arcs es troba un crismó amb el monograma de Jesucrist.
- Porta de l'Anunciata

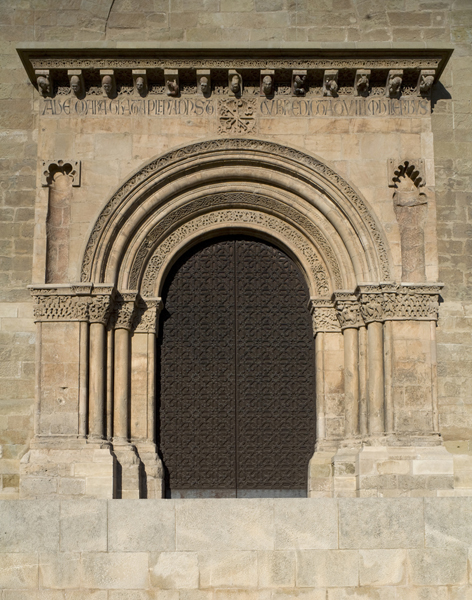
Porta de l'Anunciata, situada al braç sud del creuer.

Anomenada així per la inscripció esculpida sota la cornisa, amb lletra del tipus gòtica, de la salutació evangèlica: «AVE MARIA GRATIA PLENA DNUS TECUM BENEDICTA TU IN MULIERIBUS» És al costat sud del braç del creuer.
Consta d'un cos rectangular sobresortint del mur, segons la tipologia de les portalades romàniques, amb una cornisa amb mènsules representant caps humans de forma ovalada i amb gests grotescs. La porta està formada per arquivoltes sostingudes per pilars i columnes sobre un sòcol, amb capitells. A les arquivoltes, capitells i impostes es troben decoracions amb motius geomètrics i vegetals vinculades a un origen tolosà i que es relacionen amb elements escultòrics de la catedral de Tarragona. A banda i banda de la porta es troben dues fornícules amb corones lobulades que contenien imatges al·lusives a l'Anunciació i de l'arcàngel Sant Gabriel i que es conserven al Museu Diocesà de Lleida. Sobre els arcs de la porta es pot veure un crismó amb el monograma de Crist i a la part dreta de la porta hi ha una làpida amb la data de la construcció de l'any 1215 que diu així: «10 de les calendes de maig de 1215.»
- Porta dels Fillols

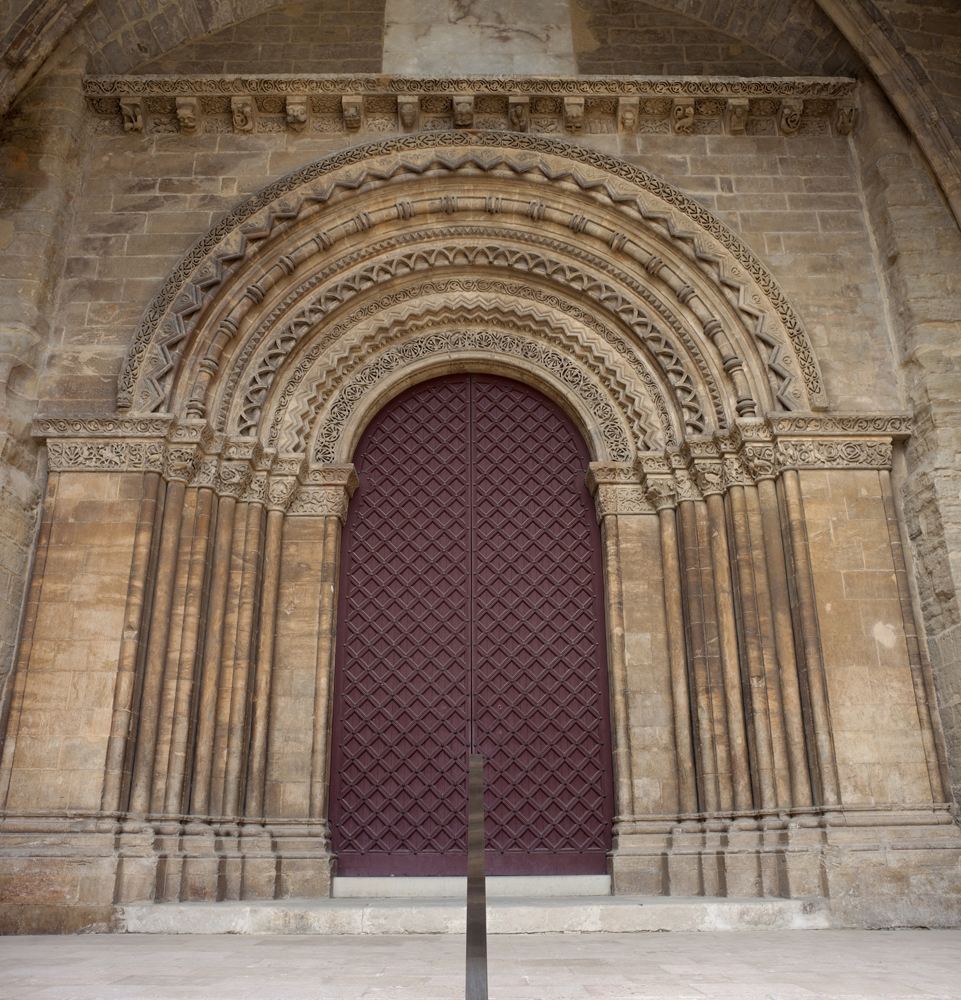
Porta dels Fillols a la façana sud de la catedral.

Construïda cap a l'any 1220, va ser durant molt de temps l'entrada principal i la d'ingrés obligatori, fins al segle xvii, de tots els que havien de rebre el sagrament del baptisme. Està en la façana sud al tram central de la nau de la catedral i és la que representa un dels exemples més clars de l'escola de Lleida junt amb la porta Major de la façana de l'oest.
Consta d'arc de mig punt amb nombroses arquivoltes decorades per un repertori d'elements tolosans, amb motius geomètrics de ziga-zaga, palmes i pinyes, arcs entrecreuats i puntes de diamant. Reposen sobre un fris continu amb una decoració semblant a la descrita i sobre pilars i columnes amb capitells esculpits amb animals fantàstics lluitant i figures humanes barrejades amb motius vegetals. Sobre la porta es troba una cornisa amb un fris decorat completament i amb les mènsules amb diversitat de flors, caps d'animals, motius zoomòrfics i figures humanes.
Sobre l'any 1386, quan era mestre d'obres Guillem Solivella, es va bastir un nàrtex, per protegir la porta, de planta rectangular i cobert amb una volta de creueria amb la representació de la Verge amb Nen envoltada d'àngels a la clau. Les mènsules, on descansen els nervis de la volta, estan decorades amb àngels i verges orants. Per la part exterior està rematat per un gran arc amb una sanefa de fulles esculpides.
- Portes dels peus del temple

Datades a la fi del segle xiii, constituïen l'entrada principal de la catedral. La porta central junt amb altres dues laterals coincideixen amb les tres naus del temple. Van ser condemnades quan es va edificar el claustre al davant.
La central o la major, s'inscriu en un cos que sobresurt del mur de la façana i destaca per la decoració de les arquivoltes, pràcticament idèntiques a la porta dels Fillols, els capitells de les columnes que sostenen les arquivoltes. Té una mena d'escultura amb molt volum i un treball que sembla d'orfebreria, la cornisa està força malparada i en queden només uns fragments amb motius decoratius de vegetació entrellaçada, escuts i guerrers.
Les portes laterals són més petites, també amb arcs de mig punt i guardapols decorat amb puntes de diamant i amb més senzillesa a l'escultura de les arquivoltes. A les mènsules que sostenen la cornisa d'una d'aquestes portes es mostren dos caps de monstres traient la llengua en actitud burlesca, és la porta del costat de l'Evangeli, dita també de les Fonts.
- Porta dels Apòstols

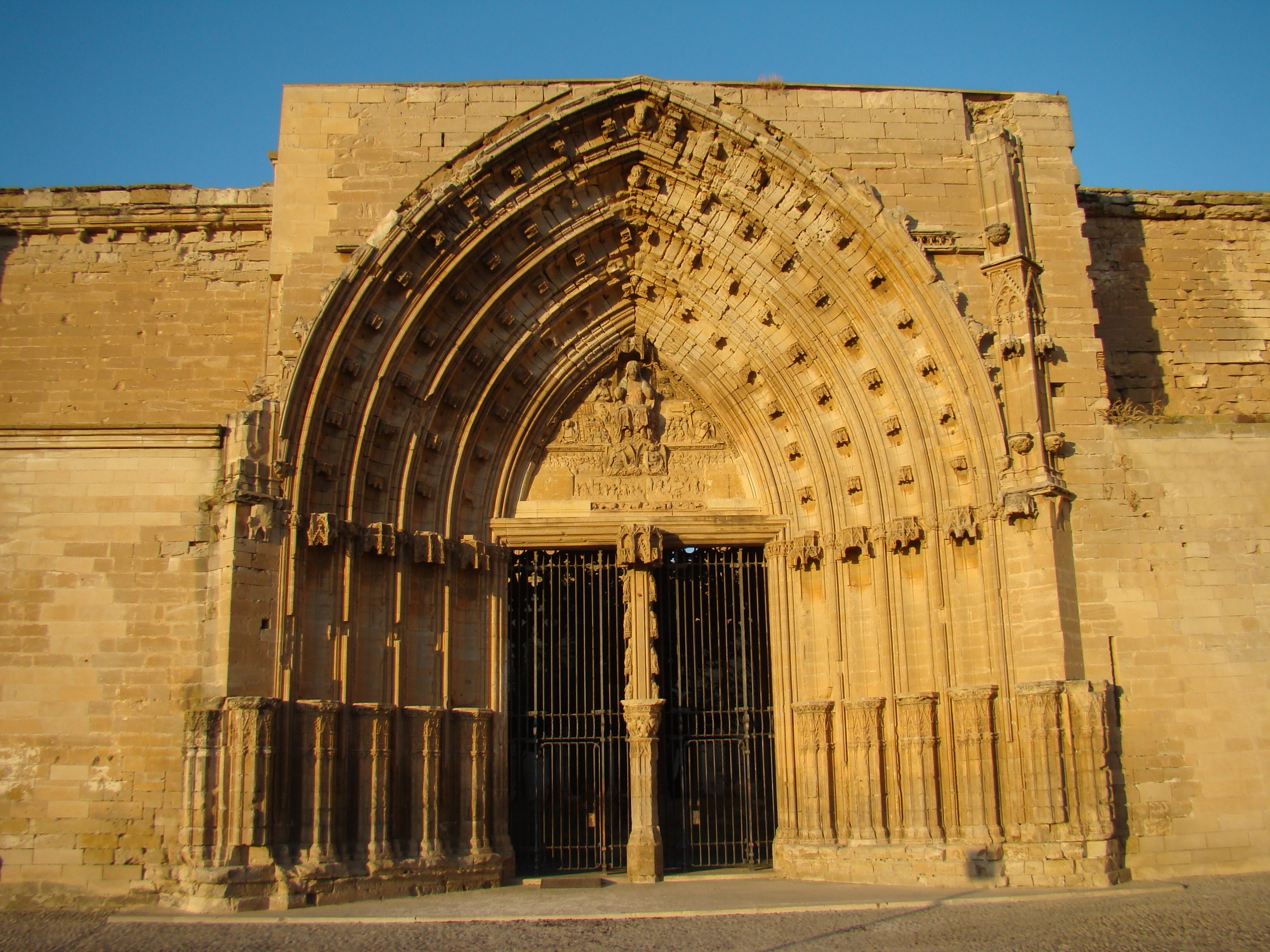
Porta dels Apòstols.

Col·locada a la façana oest, des d'aquesta porta s'accedeix de l'exterior al claustre. Va ser construït als segles xiv i xv prenent com a model l'arquitectura gòtica francesa, semblant a la catedral de Chartres.
Iniciada pel mestre d'obres Bartomeu Robió, existeix també un projecte de Guillem Seguer de mitjan segle xiv, consta d'una gran portalada amb arquivoltes apuntades profusament decorades que se sostenen als pilars on es van col·locar tota la iconografia dels apòstols, coronats per pinacles gòtics. Al mainell de la porta es va col·locar la imatge de la Mare de Déu del Blau i al timpà el passatge bíblic del Judici Final, representant en el centre Crist entronitzat i amb uns relleus a banda i banda amb símbols de la Passió, aquests treballs escultòrics van ser encarregats a Jordi Safont, que va ser ajudat pel seu deixeble Bertran de la Borda.

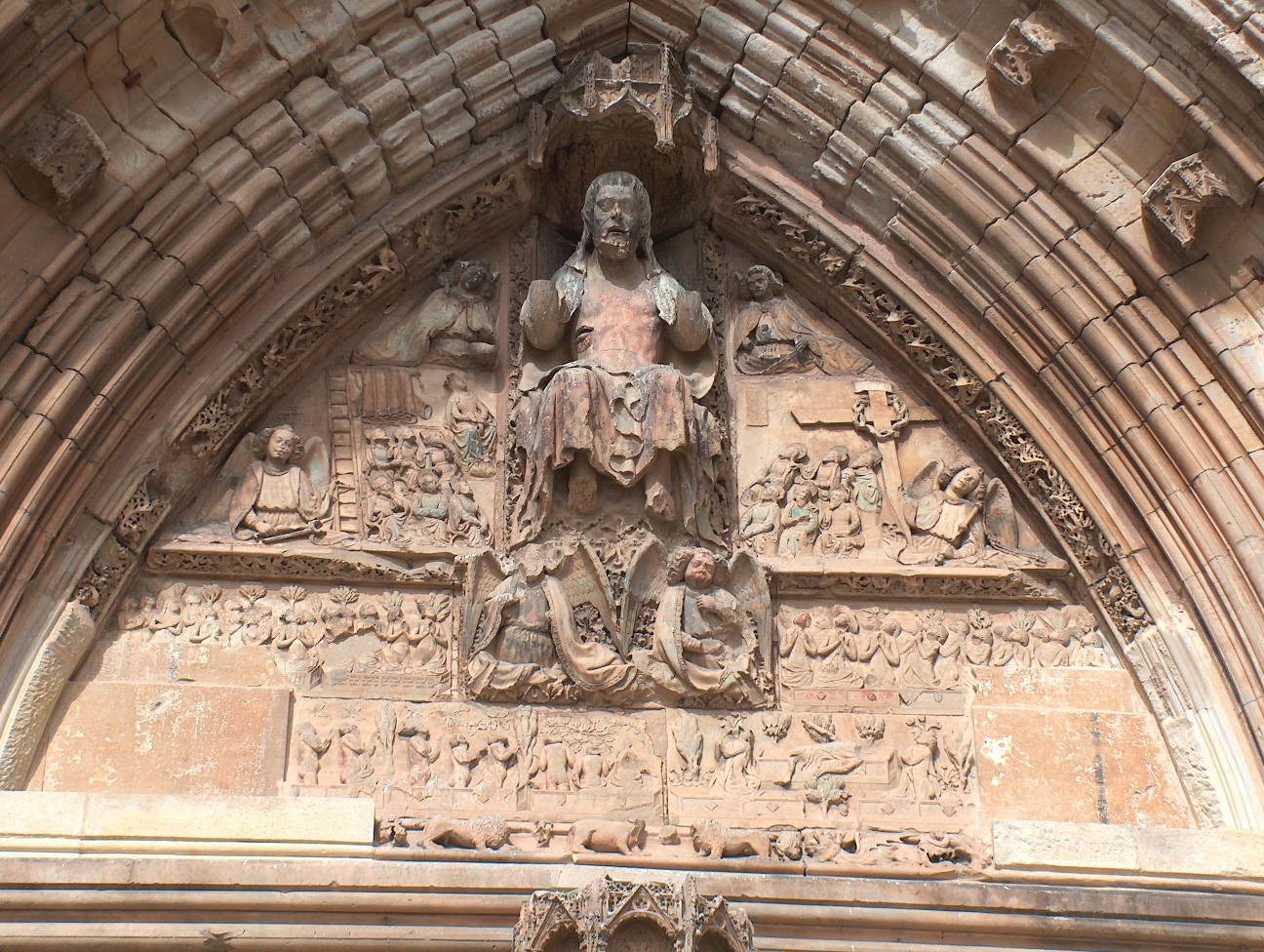
Detall del timpà de la porta dels Apòstols amb el Crist entronitzat.

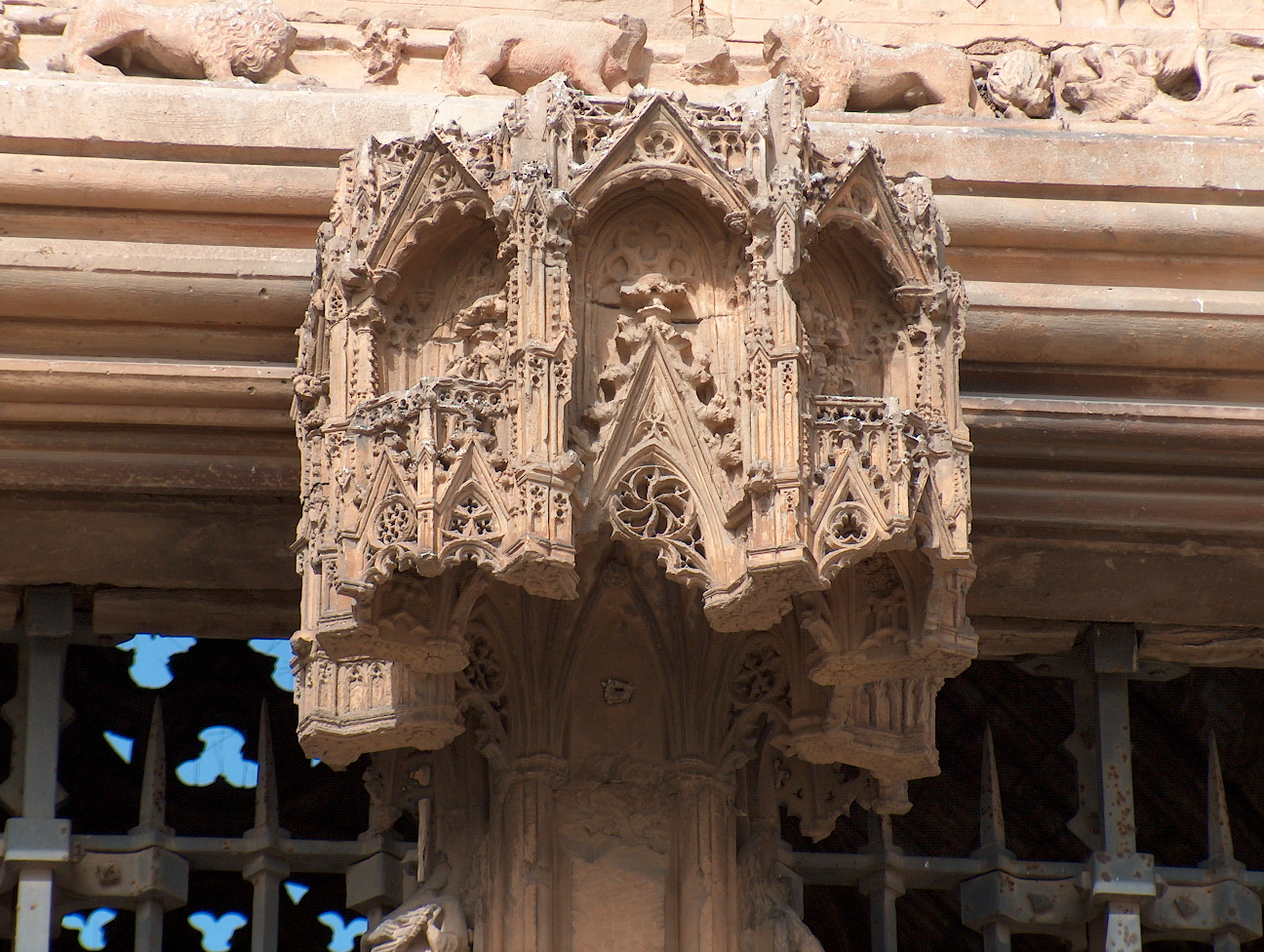
Detall de la coronació del mainell de la porta dels Apòstols.

Amb el mestratge de Robió coincidí fins al 1364 amb l'estada a la seu de Jaume Cascalls que dirigia els treballs de la porta.
Guillem Solivella entre els anys 1390 i 1394 va fer la Verge del mainell, Sant Pau, Sant Pere, Sant Joan Baptista i Sant Joan Evangelista. Les imatges dels apòstols Pere i Pau van ser substituïdes al segle xvii per altres de Claudi Perret.
El mestre d'obres i escultor Carles Galtés de Ruan, «mestre Carlí», va ser l'autor de Sant Jaume el Major, Sant Bartomeu i Sant Andreu. Cap als anys 1445, Jordi Safont va esculpir junt amb els seus col·laboradors els apòstols Jaume el Menor, Sant Felip, Sant Tomàs, Sant Mateu i Sant Maties.
L'any 1490 Francesc Gomar va construir un pòrtic semblant al de la porta dels Fillols, del qual es conserven només restes, aquest porxo tenia tres voltes de creueria, les dues laterals eren més petites.

Entre els anys 1982 i 1984 l'arquitecte Ignasi Miquel va conduir les obres de condicionament de l'esplanada dels Apòstols. La intervenció més significativa va ser la creació d'una fossa al llarg de tot el perímetre de la muralla que fa de barana. Així s'hi pot mirar el paisatge sense cap impediment arquitectònic. Com assenyala Miquel Espinet:
| « | ...es tracta d'una magnífica posada en escena d'una esplanada històrica en el Turó de la Seu Vella. Expressió minimalista i austeritat de materials per una obra d'arquitecte poc coneguda. | » |

#### Claustre

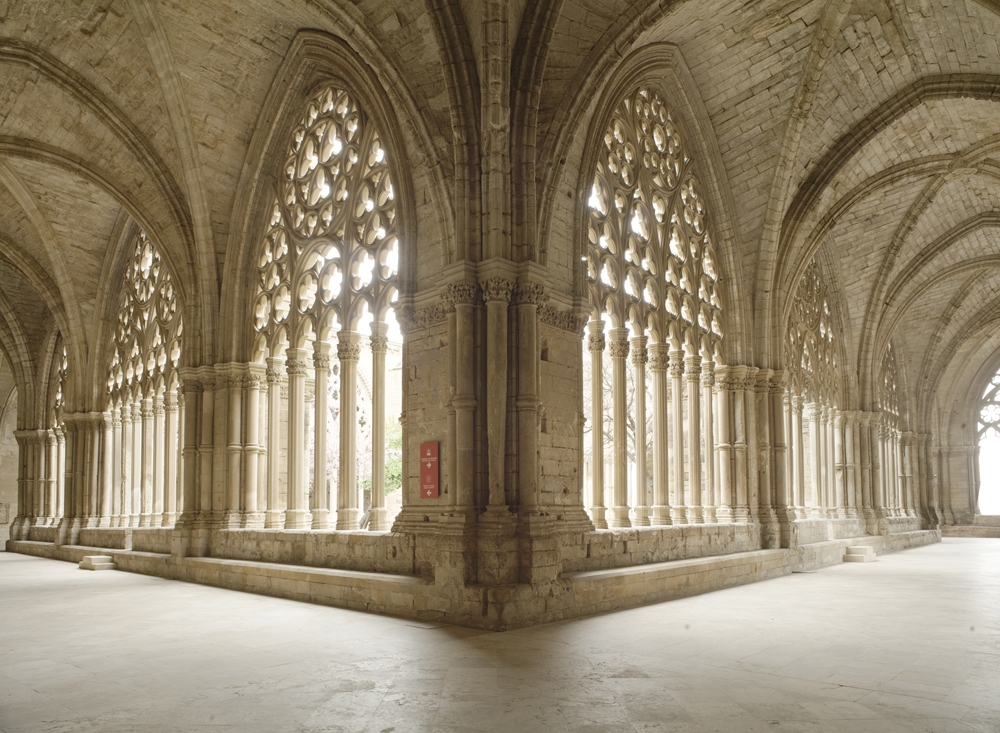
Claustre de la Seu Vella de Lleida.

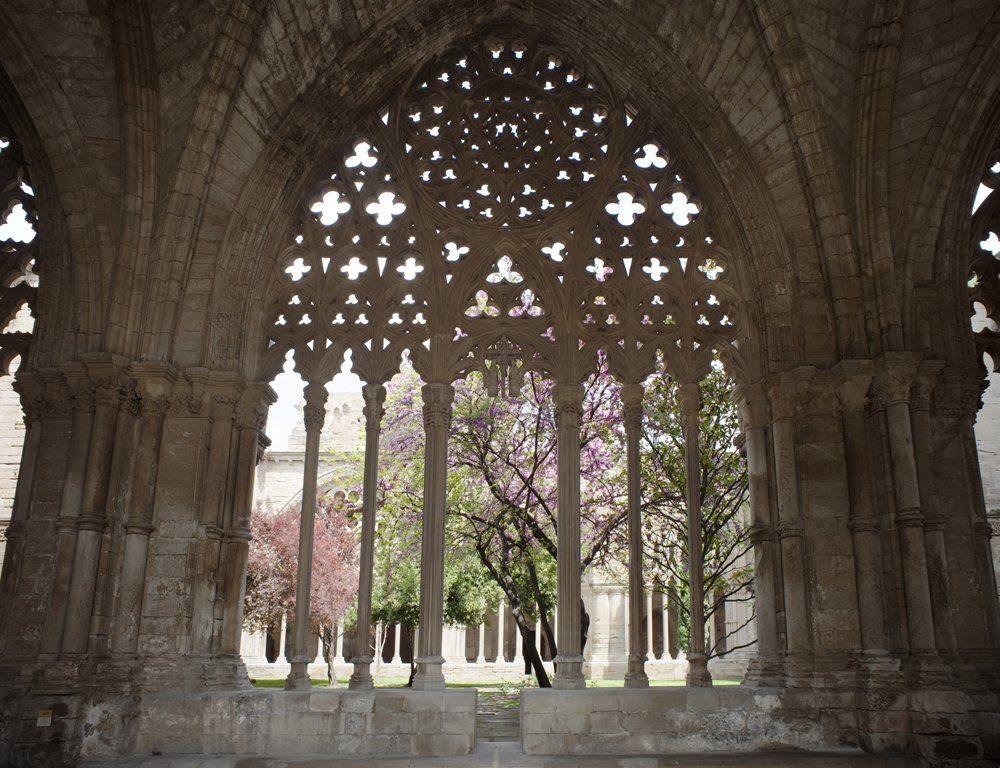
Finestral del claustre.

El claustre de la Seu Vella es troba davant de la façana principal de la basílica, el que és excepcional. S'hi accedeix per les tres portes interiors de les naus de la catedral o per la porta exterior de la part oest, l'anomenada dels Apòstols.
Té una planta lleugerament trapezoidal amb quatre galeries de quaranta-vuit metres de llarg per nou d'amplada. Sobresurt per les dimensions excepcionals, que en fan un claustre dels més grossos claustres d'Europa, cobertes amb voltes d'aresta. La construcció va començar a la fi del segle xiii pel mestre d'obres Guillem d'Enill, corresponent a aquesta època l'ala est, els arcs de la part nord-oriental i els contraforts de la galeria sud. Un dels factors més originals n'és la situació de la galeria meridional que en fa un magnífic mirador mitjançant cinc arcs, amb una ampla vista panoràmica sobre la ciutat.
Les galeries estan realitzades amb disset grans arcs ogivals de delicades traceries totes diferents, sostingudes per fines columnes amb capitells decorats amb elements vegetals barrejats amb altres representant animals o figures humanes, entre aquests destaca un de la galeria nord amb una escena de la verema, els dels animals es troben enfrontats en baralla. A l'ala est es pot admirar una escena amb l'Anunciació i un altre capitell amb la representació de David lluitant amb un lleó i una escena de la crucifixió.
El bisbe Jaume Sitjó l'any 1343 va ordenar la distribució de les sepultures del claustre: 
- La galeria que correspon als peus de l'església es reservava als canonges de la ciutat i als membres més importants de la noblesa i als ciutadans honrats de Lleida.
- La galeria nord es destinava als canonges forasters i pels membres destacats a les arts (com Pere de Prennafeta, mestre d'obres de la catedral) o de les lleis i medecina així com als fundadors dels altars.

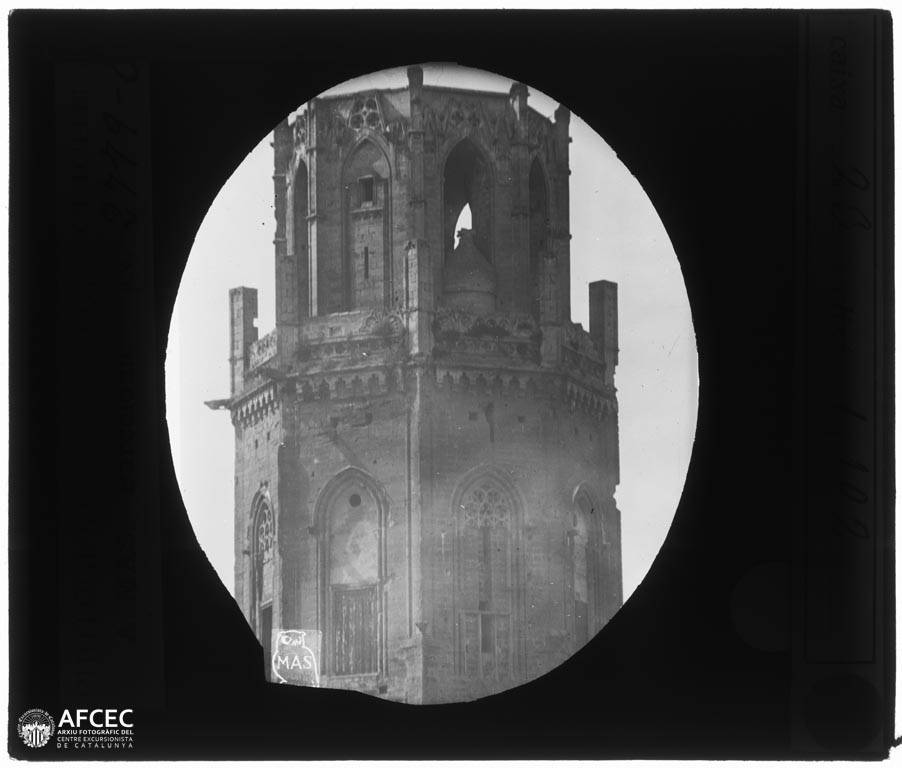
El campanar de la Seu Vella, en una imatge modernista d'Adolf Mas

Al costat de la galeria nord hi havia les dependències de l'antiga canònica, les portes d'entrada són d'estil plateresc-renaixentista, la de la sala capitular realitzada per Lope de Arrue el 1549 i la de la capella de Santa Maria l'Antiga de l'any 1559/1562 de Jeroni Xanxo. La Pía Almoina, es troba dintre d'aquestes dependències amb el refetor, les pintures murals romàniques es conserven al museu Diocesà de Lleida. Són unes de les més importants de la catedral. El fragment principal representa una taula darrere la qual apareixen un gran nombre de personatges que beuen i mengen, organitzats en grups sota els quals està inscrit el nom del benefactor com els bisbes Pere del Rei (1299-1305), Pere de Torrefeta i Ramon de Montasor. Les pintures estan datades des de l'any 1300 d'estil rígid lligat a l'època romànica fins a mitjan segle xiv, ja amb influència italianitzant.
El claustre, també va patir desperfectes durant l'ocupació militar, va estar dividit en dos pisos durant dos segles i totes les obertures van ser tapiades, per evitar corrents d'aire i fer espais tancats.

#### Campanar

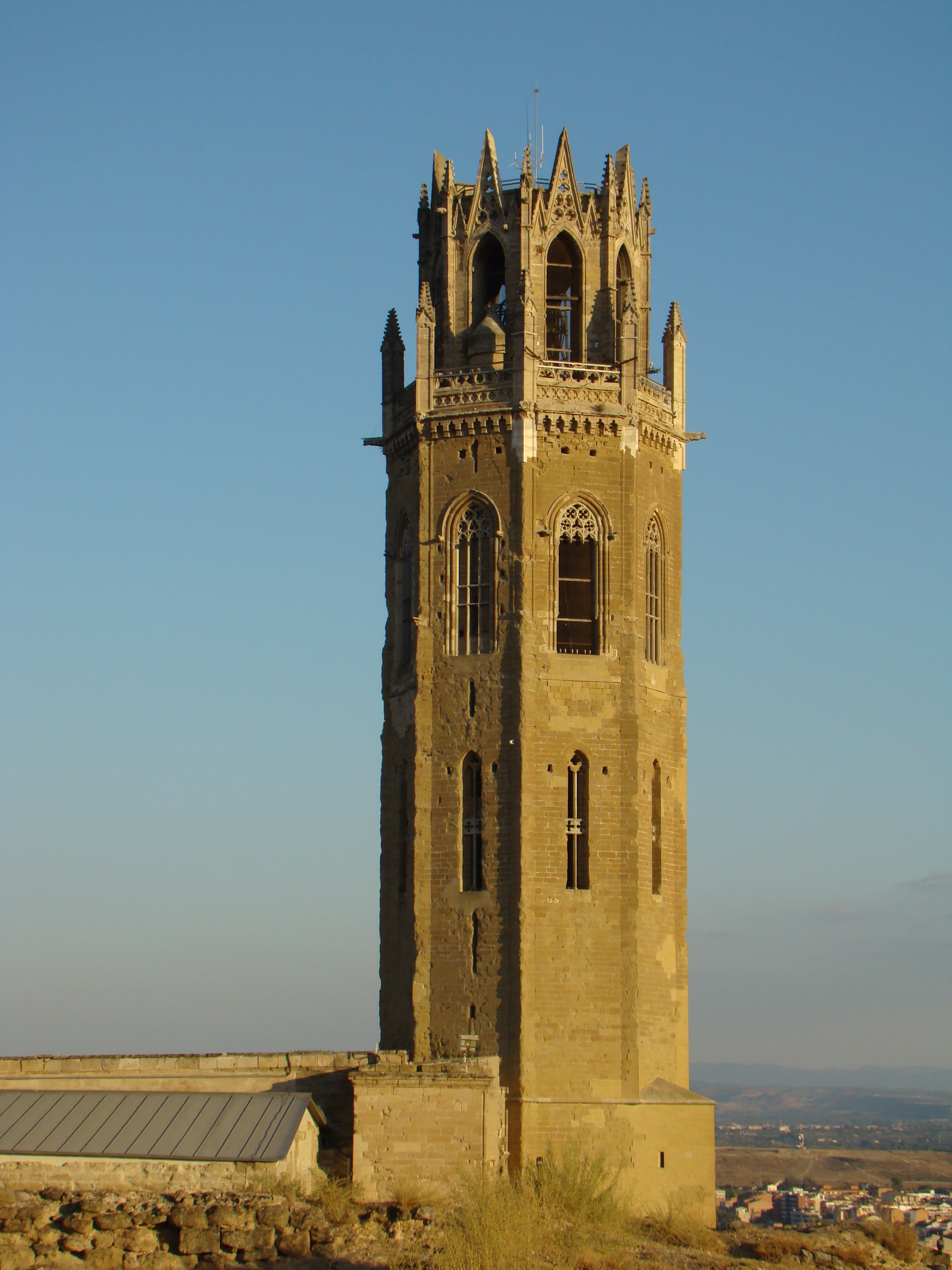
Campanar de la Seu Vella

Situat al sud-oest del claustre, la construcció va començar al segle xiv pel mestre d'obres de la catedral Guillem Solivella i va ser acabat al segle següent.
Consta de planta octogonal amb dos cossos de diàmetre diferent, un de dotze metres i un altre de nou, el primer format per quatre plantes amb finestrals formats per columnes i traceries calades i el segon cos amb galeries. L'última planta està coronada amb pinacles i arcbotants gòtics i gàrgoles, aquesta part del campanar va ser realitzada pel mestre Carlí a la primeria del segle xv. Té una escala de caragol amb 238 graons per arribar al punt més alt de la torre de 60 metres.
Existeix documentació que durant l'ocupació militar del segle xviii per les tropes de Felip V, el capítol catedralici va comprar el campanar per 3000 monedes d'or per poder er servir les campanes com a avís dels serveis religiosos.
Actualment, cada dia es pot sentir la campana anomenada Mònica que anuncia els quarts i la seva germana més grossa Silvestra que anuncia les hores. Les dues campanes pertanyen a l'estil gòtic, foses al segle xv.
L'any 1942 es va restaurar el campanar sota el projecte de Cèsar Martinell i Brunet.

El poeta Magí Morera i Galícia li va dedicar un sonet, que està gravat a una làpida al peu del campanar des de l'any 1912:
| «                                                        | A dalt de la muntanya que domina la hermosura dels termes lleidatans, s'axeca un campanar fet per titans ó per homes de rassa gegantina. Quan guayta cap a vall, l'aygua vehina del riu li dona espill y l'horta encants; y guaytant cap amunt, toca amb les mans y conversa amb la lluna y la boyrina. Pugemhi, donchs... l'escala cargolada qu'als ulls dona mareig y al cor neguit sembla qu'estigui desde'l cel penjada. Y amunt, amunt, ja ets dalt, ara, esperit, si't sents d'áliga'l cor, pren revolada, que ja ets a mitx camí del infinit! | » |
| — Magí Morera i Galícia , Lleida al seu poeta, Maig 1912 | |   |

##### Les campanes[47]
El campanar de la Seu Vella de Lleida acull un total de set campanes. A la planta principal del campanar hi ha cinc campanes petites instal·lades en una estructura metàl·lica a l'interior de la cel·la. Al pis superior s'hi troben les campanes horàries. La campana de les hores anomenada popularment «la Silvestra» és la quarta campana més grossa de Catalunya.
| Nom popular  | Nom real                     | Fonedor             | Any  | Boca (cm) | Massa (kg) |
| ------------ | ---------------------------- | ------------------- | ---- | --------- | ---------- |
| La Meuca     | Meuca Ave Maria Puríssima    | Benigno Menzo Falla | 1946 | 55        | 96         |
| La Marieta   | -                            | Benigno Menzo Falla | 1945 | 69        | 190        |
| La Crist     | Jesucrist                    | Benigno Menzo Falla | 1945 | 75        | 244        |
| La Puríssima | Mare Puríssima i Sant Marc   | Benigno Menzo Falla | 1945 | 86        | 368        |
| La Bàrbara   | Jesús, Maria i Santa Bàrbara | Benigno Menzo Falla | 1945 | 95        | 496        |
| La Mònica    | Campana dels Quarts          | Nicolau Barrot      | 1486 | 89        | 650        |
| La Silvestra | Campana de les Hores         | Iohanem Adam        | 1418 | 200       | 5500       |

L'any 2004 s'hi va detectar una esquerda d'uns quinze centímetres de llargada, que parteix de la vora i puja obliquament, i que podria distorsionar el so. Per no agreujar la fractura i garantir-ne la conservació, el 2014 es va baixar del seu emplaçament original. L'abril de 2022 la campana Mònica va ser restaurada a Àustria. La tècnica de soldadura amb bufador de gas, que es fa servir, dona, segons els experts consultats, prou garanties per a restaurar la campana. Aquesta soldadura es va fer a Àustria i va permetre recuperar la sonoritat perduda sempre que es fa servir el sistema de toc tradicional, mitjançant martell exterior per gravetat. Va tornar l'agost del mateix any.

#### Canonja
A més de l'antiga catedral, el claustre i el campanar, la Seu Vella inclou la canonja, o l'edifici on vivien els canonges. Es troba al nord del claustre, i l'any 2008 va ser oberta al públic.

## Mestres d'obres de la Seu Vella de Lleida als seglesxiii-xv
El 1821, Jaime Villanueva va editar el llibre Viage literario á las iglesias de España, on va fer una relació dels arquitectes que intervingueren a la catedral de Lleida.
| - Pere de Coma (1203-1220) - Berenguer de Coma (?) - Mateu Alemany (?) - Pere de Penafreta I (?-1286) - Pere de Penafreta II (1297-?) - Francesc de Montflorit (1310-1312) - Pere Piquer (?-1340) - Guillem Seguer | - Pere Seguer (1356-?) - Jaume Cascalls (1359-1377) - Bartomeu Robió (1360-1372) - Guillem Solivella (1378-1405) - Desconegut (1405-1407) - Carles Galtés de Ruan (1410-1427) - Pol | - Rotlli Gautier (1436-1441) - Marc Safont (1441-1442) - Jordi Safont (1442-1454) - Andreu Pi (1457-1460) - Bertran de la Borda (1461-1485) - Francesc Gomar (1490-1491) - Exemeno - Antoni Queralt (1494-1513) |

## Anècdotes

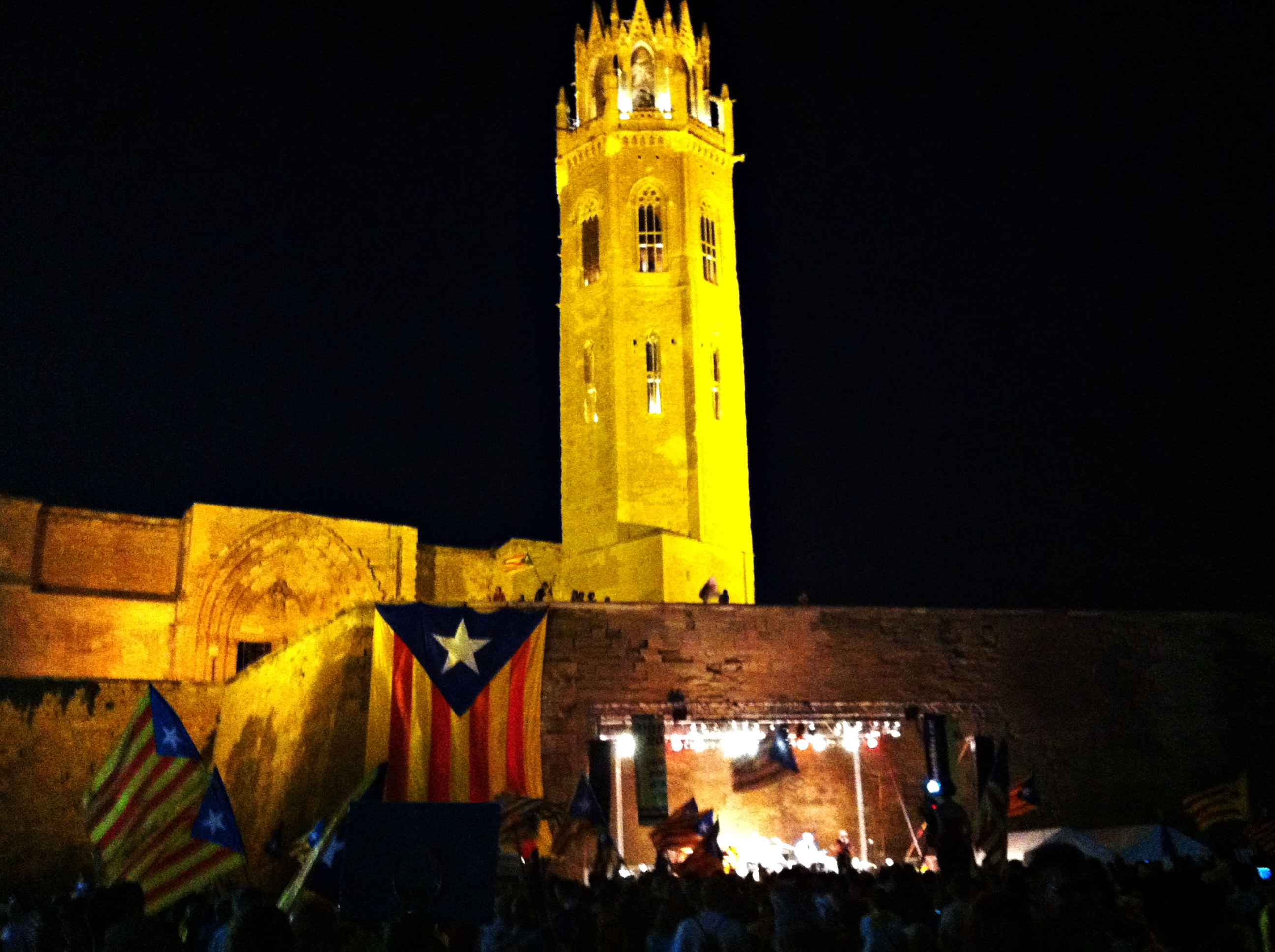
Acte final de l'inici de la Marxa per a la Independència organitzada per l'Assemblea Nacional Catalana a Lleida el juny de 2012.

- L'any 2011 la Seu Vella de Lleida va ser l'escenari on es va rodar un espot internacional realitzat per Andrew Morahan amb el nom In search of incredible - The Cry of the Peacocks, que promocionava un ordinador portàtil de les empreses Asus-Intel.[53][54] A l'espot, de ritme trepidant, un grup de joves busquen un so increïble que aconsegueixen alliberant paons al temple. A l'intuir que seran descoberts, fugen i hi deixen les aus, fet que sorprèn el capellà.[53]
- L'any 2016 va resultar guanyadora del concurs Monument favorit dels catalans, organitzat per les revistes Sàpiens i Descobrir Catalunya amb el suport de l'Agència Catalana de Patrimoni Cultural i de La tribu de Catalunya Ràdio. Va superar Sant Climent de Taüll a la final i a les eliminatòries prèvies el Castell de Miravet, Sant Pere de Rodes, el jaciment d'Empúries, l'Amfiteatre de Tarragona, el Monestir de Santes Creus, el Palau de la Música Catalana, la Sagrada Familia i el Call Jueu de Girona.[55][56]
- L'any 2021 va ser escollida com a monument preferit de Catalunya al programa batalla monumental de TV3. Va superar monuments com el Monestir de Poblet, la Ciutat Romana de Tàrraco, Sant Pere de Rodes, el Recinte Modernista de l'Hospital de Sant Pau o el Castell de Cardona.[57][58][59]